# Roberto Cabañas
Roberto Cabañas González (Pilar, 11 aprile 1961 – Asunción, 9 gennaio 2017) è stato un calciatore paraguaiano, di ruolo attaccante.

## Caratteristiche tecniche
Giocava come attaccante.

## Carriera

### Club
Dopo aver giocato con il Cerro Porteño in patria, si trasferì nella NASL statunitense, ai New York Cosmos, segnando molte reti e aggiudicandosi il titolo di MVP nel 1983, penultimo anno di esistenza della lega. Nel 1985, dopo lo scioglimento della NASL si trasferì in Colombia, all'América de Cali di Gabriel Ochoa Uribe, dove giocò fino al 1987 raggiungendo tre finali di Copa Libertadores consecutive (1985, 1986, 1987), non vincendone nessuna.
Dopo l'esperienza nel continente americano, Cabañas passò ai francesi dello Stade Brestois 29, in Ligue 2, partecipando con le sue 21 reti in 33 partite alla promozione del club in Ligue 1, dove rimase un anno con lo stesso Brest prima di trasferirsi all'Olympique Lyonnais. La seconda stagione all'OL si interruppe dopo tre presenze, e il giocatore tornò nel continente d'origine, stavolta agli argentini del Boca Juniors, vincendo subito il titolo d'Apertura nel 1992. Nel 1994 passò brevemente dal Barcelona Sporting Club di Guayaquil per tornare poi al Boca; chiuse la carriera in Colombia per due volte: prima nel 1996 e successivamente nel 2000, tornando al calcio giocato per un breve periodo per poi ritirarsi definitivamente dall'attività agonistica.

### Nazionale
Con la Nazionale di calcio del Paraguay ha partecipato al campionato del mondo 1986, mettendo a segno due reti, e a due edizioni della Copa América; ha totalizzato 28 presenze e 11 reti nel corso dei 14 anni di militanza in campo internazionale.

## Palmarès

### Club

#### Competizioni nazionali
- Campionato NASL: 2

NY Cosmos: 1980, 1982
- Campionato colombiano: 2

América: 1985, 1986
- Campionato argentino: 1

Boca Juniors: Apertura 1992

#### Competizioni internazionali
- Copa Master de Supercopa: 1

Boca Juniors: 1992

### Nazionale
- Coppa America: 1

Copa América 1979

### Individuale
- NASL Most Valuable Player: 1

1983
- Capocannoniere della NASL: 1

1983 (28 gol)
- Equipo Ideal de América: 1

1986
- Capocannoniere della Division 2: 1

1988-1989 (Girone A, 22 gol)